# Narusawa-hyōketsu
Narusawa-hyōketsu (japanisch 鳴沢氷穴, dt. „Narusawa-Eishöhle“) ist eine Eishöhle nahe der Ortschaft Narusawa in der Präfektur Yamanashi in Japan.
Der Eingang zur Narusawa-Eishöhle liegt am westlichen Rand des Aokigahara-Waldes. Sie ist ca. 137,2 m lang, der Boden der Höhle liegt etwa 21 m tief unter der Erdoberfläche. Sie ist eine Lavaröhre, die sich durch den Ausbruch des Fujis im Jahr 864 n. Chr. bildete. Die Raumtemperaturen schwanken ganzjährig um den Gefrierpunkt (zwischen −2 °C und +3 °C), weshalb dauerhaft beeindruckende Stalaktiten aus Eis in ihr besichtigt werden können. In der Edo-Zeit wurde Eis abgeerntet, das man zum Kühlen von Lebensmitteln benutzte. In der Taishō-Zeit diente die Höhle vornehmlich als natürlicher Kühlraum für Seidenspinner-Kokons. Die Narusawa-Eishöhle ist seit 1929 ein geschütztes Naturdenkmal.